# Шампјен
Шампјен (фр. Champien) насеље је и општина у североисточној Француској у региону Пикардија, у департману Сома која припада префектури Мондидје.
По подацима из 2011. године у општини је живело 290 становника, а густина насељености је износила 33,07 становника/km². Општина се простире на површини од 8,77 km². Налази се на средњој надморској висини од 95 метара (максималној 99 m, а минималној 82 m).

## Демографија
| 1962. | 1968. | 1975. | 1982. | 1990. | 1999. | 2011. |
| ----- | ----- | ----- | ----- | ----- | ----- | ----- |
| 217   | 226   | 231   | 176   | 251   | 249   | 290   |

График промене броја становника у току последњих година